# Mont Jullemier
Pour les articles homonymes, voir Jullemier.
Le mont Jullemier est un sommet situé sur la presqu'île de la Société de géographie, une péninsule de la Grande Terre des îles Kerguelen. 

## Géographie
Le mont Jullemier est situé au sud-ouest de la presqu'île de la Société de géographie et culmine à 878 mètres d'altitude. Il a été nommé en 1908 par le navigateur et explorateur Raymond Rallier du Baty en hommage à Léon Jullemier, médecin-épidémiologiste et officier français.

## Dans la culture
Le mont Jullemier est cité dans un roman pour la jeunesse, Le Piège des Cinquantièmes hurlants d'Axel Vachon.